# SC Wohlensee
Der SC Wohlensee ist ein Fussballverein aus der Schweiz. Aushängeschild ist das Frauenteam, das in der zweithöchsten Spielklasse im Frauenfussball in der Schweiz spielt, der Nationalliga B. Das Männerteam spielt in der regionalen 3. Liga.

## Geschichte
Der Verein wurde 1973 gegründet. 1999 wurde das Frauenteam gebildet. 2007 gelang unter der Leitung der Spielertrainerin Ramona Nobs der Aufstieg in die Nationalliga B.